# Avocat du diable
Pour les articles homonymes, voir L'Avocat du diable.
On parle d'avocat du diable pour désigner une personne défendant une position en laquelle elle ne croit pas nécessairement, voire une position indéfendable, simplement pour alimenter la discussion, ou présenter un contre-argument à la position d'un autre débatteur parfois selon la méthode dialectique. Ce processus peut permettre de tester la qualité de l'argument original et de présenter ses faiblesses à son défenseur.
On l'emploie également toujours par extension pour désigner celui qui, tel un avocat, défend quelqu’un d’indéfendable, en l'innocence duquel personne ne croit.

## Origines
Lors de procès de béatification et de canonisation par l'Église catholique romaine, le promoteur de la foi (en latin promotor fidei ; remplacé depuis 1983 par le « promoteur de Justice »), ou, plus familièrement, avocat du diable (advocatus diaboli), est chargé d'argumenter contre la canonisation d'un candidat. Ce poste fut établi en 1587 par Sixte V.
Dans la constitution apostolique Divinus perfectionis Magister, du 25 janvier 1983, le pape Jean-Paul II a précisé ses fonctions :
- présider aux réunions des théologiens dans les causes de canonisation et y donner son avis ;
- faire un rapport de ces réunions ;
- assister à la congrégation des cardinaux et évêques et y donner son avis, sans droit de vote.

Il y a un promoteur de la foi, appelé également prélat théologien, à la congrégation pour les causes des saints mais, en cas de nécessité, le cardinal préfet pourrait nommer un promoteur pour une cause particulière.